# Ангідриди
Ангідри́ди (грец. ανυδρος — безводний) — хімічні сполуки, які при взаємодії з водою утворюють кислоти, а також навпаки: утворюються при дегідратації кислот. Існують ангідриди як органічних, так і неорганічних кислот.
Назви ангідридів походять від назв відповідних кислот, котрі вони утворюють (фосфорний ангідрид, сірчаний ангідрид, оцтовий ангідрид, малеїновий ангідрид).
Неорганічними ангідридами є оксиди неметалів, при взаємодії яких з водою утворюються мінеральні кислоти, наприклад, SO2, CO2, P2O5, SO3 — ангідриди сульфітної, карбонатної, фосфатної, сульфатної кислот відповідно. Ангідридами також називають сполуки двох неметалів, які при гідролізі утворюють кислоти (наприклад, PCl3, PCl5).
Органічні ангідриди можна представити як похідні органічних кислот (не тільки карбонових) — діацилоксиди, що містять дві ацильні групи, приєднані до одного атома O — Acyl-O-Acyl. Вони утворюються відніманням води від двох кислотних груп, які належать одній або різним молекулам.
Серед органічних розрізняють симетричні та змішані ангідриди, що мають відповідно однакові або різні ацильні групи: оцтовий ангідрид (CH3C=O)2O, ацетатнобензенсульфоновий ангідрид (CH3C=O)-O-S(=O)2Ph, тіобензойний ангідрид (PhC=S)2O.
Реагуючи з основами (в тому числі лугами) або осно́вними оксидами, ангідриди дають солі. У реакції з H-нуклеофілами вони дають відповідні кислоти або їхні заміщені (з водою — кислоти, зі спиртами — естери, з галогеноводнями — галогенангідриди, з амінами — аміди тощо).
Циклічні ангідриди органоборних кислот — бороксоли.
Ангідриди сульфінових кислот — сполуки зі структурою RS(=O)OS(=O)R.
Ангідриди сульфонових кислот — сполуки зі структурою RS(=O)2OS(=O)2R. Пр., ангідрид бензенсульфонової кислоти PhS(=O)2OS(=O)2Ph.

## Застосування
Ангідриди використовують в хімічній промисловості як осушники (фосфорний ангідрид), в органічних синтезах.